# Ivan Artobolevski
Ivan Ivanovitch Artobolevski (en russe : Ива́н Ива́нович Артоболе́вский), Né en 1905 à Moscou, et mort en 1977 dans la même ville, était un physicien, ingénieur et historien des sciences soviétique. Il a une distinguée carriére en tant que chercheir au sein de l'Académie des sciences de l'Union soviétique et en tant que membre du Soviet suprême de l'Union soviétique.

## Biographie
Artobolevski est né à Moscou au sein d'une famille cléricale le 26 septembre 1905. En 1926 il obtient son diplômé de l'Académie agricole Timiryazev de Moscou. En 1927, il est diplômé de la Faculté de physique et de mathématiques de l'Université d'État de Moscou et a ensuite travaillé dans l'enseignement entre 1932 et 1949 dans la même université, travaillant d'abord au département de mécanique théorique. En 1938, lors de la Grande Purge, son père est fusillé. À partir de 1937, il travaille également à l'Institut de génie mécanique et, à partir de 1942, il est également professeur à l'Institut d'aviation de Moscou.
En 1941, avec Boris Boulgakov, Artobolevski crée le Département de mécanique appliquée et en assure la direction de 1941 à 1944. Il était aussi président de la Société scientifique des ingénieurs en mécanique de l'URSS. Il s'intéressera particulièrement au fonctionnement mécanique des machines. Il développe une classification des mécanismes et mouvements spatiaux avec des méthodes d'analyse cinématique de mécanismes complexes.
Artobolevsky devient en 1947 vice-président de la société "Conaissance" puis, en 1966, il devient président. Il sera aussi élu député du Soviet suprême de l'URSS (7e-9e convocation). Il fait partie des fondateurs de la Fédération internationale pour la promotion des sciences des mécanismes et des machines (FToMM). Il meurt le 21 septembre 1977.

## Distinctions
- 1969 - Héros du travail socialiste
- 1945 - Scientifique émérite de la RSFSR
- 1946 - Prix Chebyshev
- 1959 - Le Conseil mondial de la paix reçoit la médaille d'argent Joliot-Curie
- 1966 – L'Académie tchécoslovaque des sciences décerne la médaille d'argent « Pour ses mérites dans le développement de la science et de la société ».
- 1967 – L'Institution of Mechanical Engineers lui octroie la médaille d'or internationale James Watt

Il a également reçu l'Ordre de Lénine, deux Ordres du Drapeau rouge du travail, ainsi que la médaille Pour la Défense de Moscou.
En 1939, Artobolevski fut élu membre correspondant de l'Académie des sciences de l'URSS et en 1946, il en devint membre à part entière. Il est aussi membre de l'Académie Internationale d'Histoire des Sciences.